# À la belle étoile (film, 1993)
Pour les articles homonymes, voir La Belle Étoile.
Pour plus de détails, voir Fiche technique et Distribution.
À la belle étoile est un film français réalisé par Antoine Desrosières et sorti en 1993. C'est son premier long métrage en tant que réalisateur.

## Synopsis
Le film raconte l'histoire de Thomas, jeune homme de 17 ans, qui comprend que sa vie lui appartient enfin. Quatre jeunes femmes contribuent à son éducation sentimentale.

## Fiche technique
- Réalisation : Antoine Desrosières
- Scénario : Antoine Desrosières
- Producteur : Frédéric Robbes
- Musique : Julien Lourau, Bojan Zulfikarpasic
- Image : Georges Lechaptois
- Montage : Catherine Bonetat
- Durée : 95 minutes
- Dates de sortie : 
  - Grèce : 11 novembre 1993 (Festival international du film de Thessalonique)
  - France : 13 avril 1994

## Distribution
- Mathieu Demy : Thomas
- Julie Gayet : Hannah
- Aurélia Thierrée : Marion moullet
- Chiara Mastroianni : Claire
- Camila Mora-Scheihing : Rebecca
- Melvil Poupaud : Mathieu
- Liliane Dreyfus : Thomas' mother
- Luc Moullet : Professor Moullet
- Eddy Moine : Dr. Allard
- Antoine Desrosières : Alison
- Simon Reggiani

## Critique
D'après Télérama, ce premier long métrage est « terriblement séduisant », et le personnage principal évoque par certains côtés Antoine Doinel dans L'Amour à 20 ans de François Truffaut; on peut noter aussi certaines allusions aux Parapluies de Cherbourg de Jacques Demy.